# Dorfkirche Herzogswalde

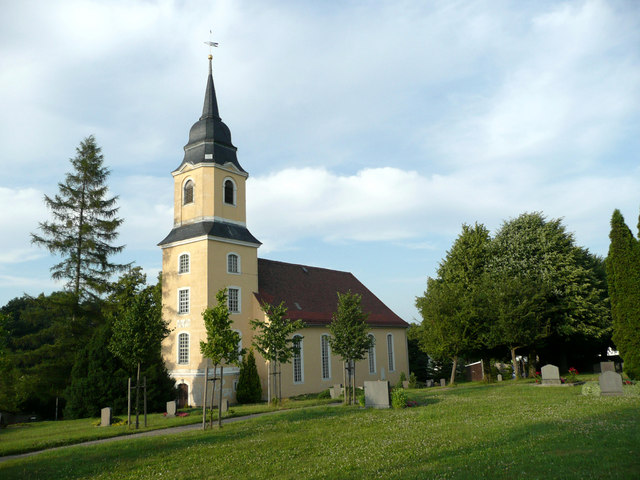
Dorfkirche Herzogswalde

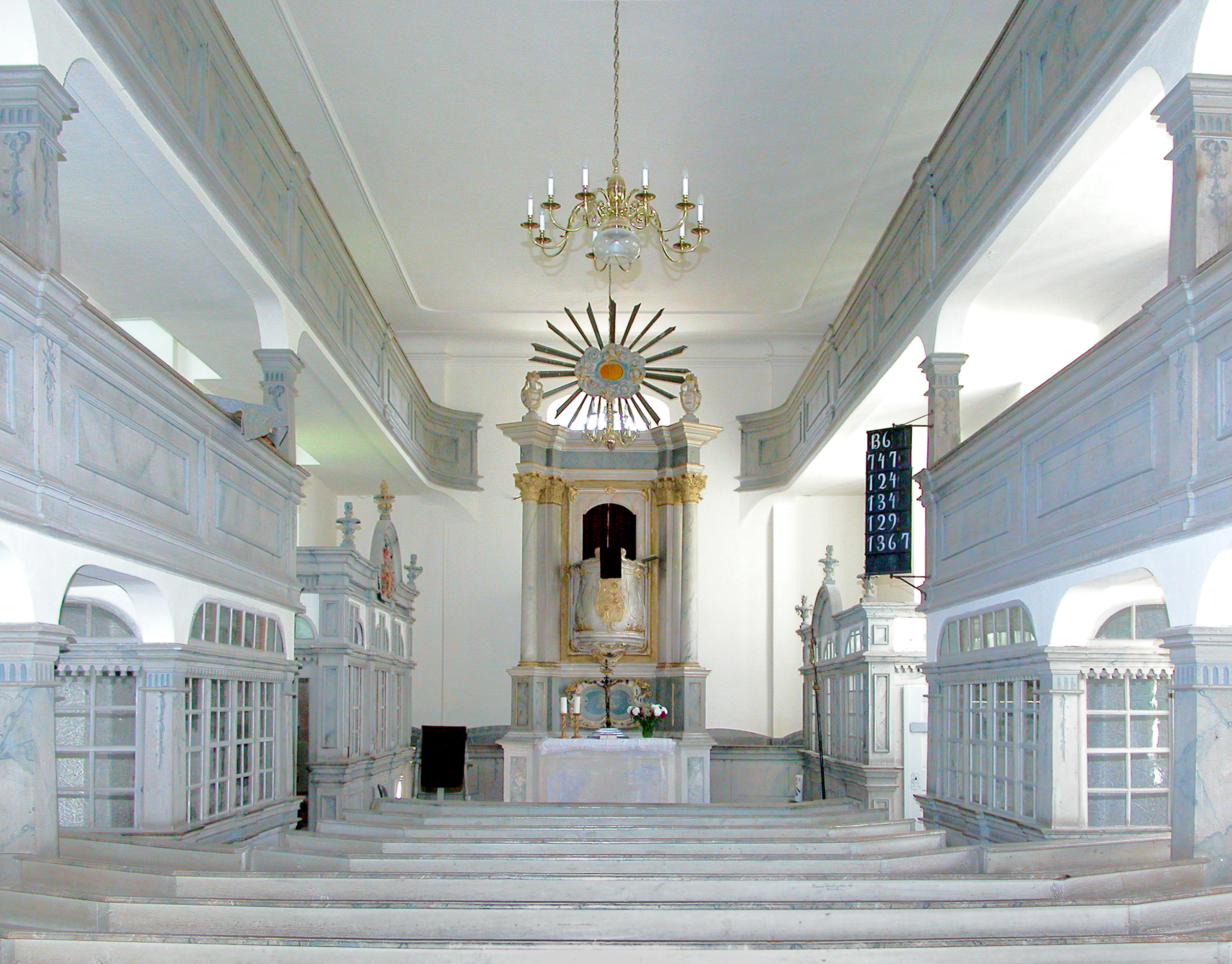
Innenansicht

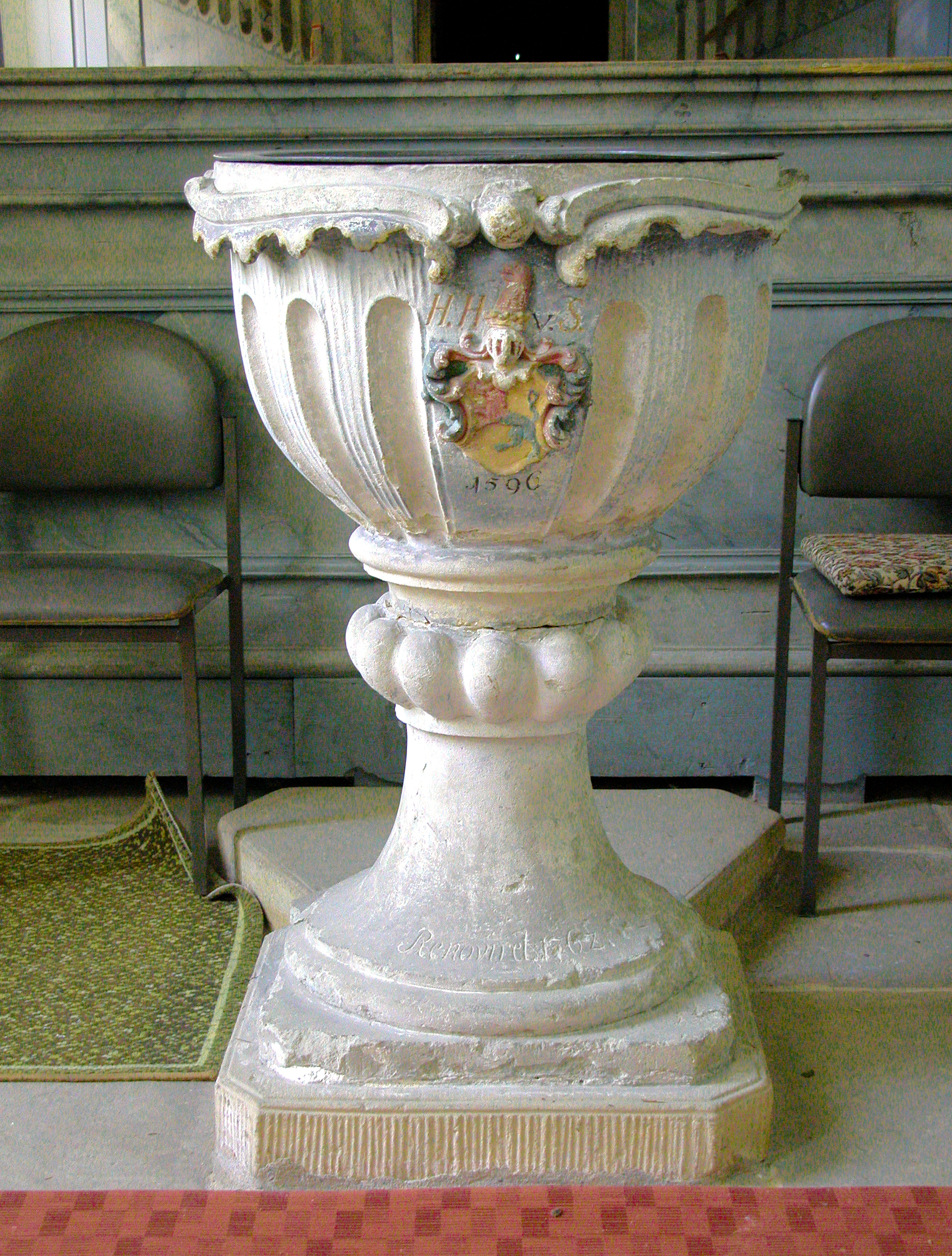
Taufstein

Die evangelische Dorfkirche Herzogswalde ist eine Saalkirche im Ortsteil Herzogswalde von Wilsdruff im Landkreis Sächsische Schweiz-Osterzgebirge in Sachsen. Sie gehört zur Kirchengemeinde Mohorn im Kirchenbezirk Freital der Evangelisch-Lutherischen Landeskirche Sachsens und ist durch ihre weitgehend original erhaltene Barockorgel bekannt.

## Geschichte und Architektur
Die Kirche ist eine auf einer Anhöhe gelegene, langgestreckte Saalkirche mit geradem Ostschluss und vorgelagertem Westturm. Eine Sakristei im Osten ist angebaut. Die Kirche wurde 1596 neu errichtet; Umbauten und Erweiterungen erfolgten in den Jahren 1752–1763. Restaurierungsarbeiten wurden in den Jahren 1955–1957 vorgenommen. Die Kirche ist ein verputzter Bruchsteinbau mit Walmdach. Über dem quadratischen Turm befindet sich das Glockengeschoss mit abgeschrägten Seiten, gegliederter Haube und Pyramidenspitze. An der Nordseite ist ein Säulenportikus (Brautportal) angeordnet. Das Westportal ist mit 1752 bezeichnet.
Im Innern ist die Kirche ein flachgedeckter Emporensaal. Der Raumeindruck wird hauptsächlich bestimmt durch die mit kleinen Rankenmotiven und einheitlicher blau-grauer Marmorierung gefassten Emporen, Patronatslogen, Betstübchen und das Gestühl. An drei Seiten sind zweigeschossige Emporen angeordnet. Eine zweiläufige Treppe führt zur Orgelempore. Wohlgestaltete Patronatslogen vervollständigen das Innere.

## Ausstattung
Hauptstück ist ein Rokoko-Kanzelaltar, der als Portikus gebildet und mit Goldakzenten blau-weiß marmorierend gefasst ist. Der tulpenförmige Kanzelkorb mit Rocailleornament ist vor einer spiegelartigen Einfassung angebracht und mit 1761 bezeichnet.
Die kelchförmige Sandsteintaufe mit Ansätzen zum Knorpelwerk und dem Wappen des Hans Heinrich von Schönberg ist bezeichnet mit H. H. v. S. 1596. Der Aufsatz ist mit Voluten, Gloriole und zartem Blütenwerk aus der Zeit um 1760 ausgestattet. Auf dem Kirchhof sind Grabdenkmäler des 17. und 18. Jahrhunderts zu finden.

## Orgel
Die Orgel ist ein Werk von Johann Georg Schön aus den Jahren 1761–1763 mit 13 Registern auf einem Manual und Pedal.
Das Instrument wurde 1898 gereinigt, wobei das Register Salicional 8′ unter teilweise Verwendung von Pfeifen des Registers Sifflöt 1′ anstelle von Quinta 1 1⁄2′ eingebaut wurde. Im Jahr 1936 erhielt die Orgel einen Elektroventilator. 1938 wurde das Register Posaunenbaß 16′ durch Octavbaß 8′ ersetzt und die Kammertonstimmung durch Umhängen der Traktur hergestellt. 1964 wurde die Orgel durch Jehmlich restauriert und die frühere Stimmtonhöhe wiederhergestellt.
Die Disposition lautet:
| Manual CD–c3 |       |  |
| Principal    | 8′    |  |
| Gedackt      | 8′    |  |
| Quintadena   | 8′    |  |
| Octava       | 4′    |  |
| Rohr-Flöte   | 4′    |  |
| Quinta       | 3′    |  |
| Octava       | 2′    |  |
| Quinta       | 1 ⁄2′ |  |
| Sifflöt      | 1′    |  |
| Cornett III  | 8′    |  |
| Mixtur III   | 1 ⁄3′ |  |

| Pedal CD–c1  |     |  |
| Subbaß       | 16′ |  |
| Posaunen-Baß | 16′ |  |

Nebenregister
- Tremulant
- Kalkantenzug

Anmerkungen
- Tonhöhe: original: 1 Halbton über 435 Hz,  1938–1964: a1 = 435 Hz
- Winddruck: 80 mmWS

## Geläut
Das Geläut besteht aus zwei Eisenhartgussglocken und einer Bronzeglocke, der Glockenstuhl und die Glockenjoche sind aus Stahl beziehungsweise Gusseisen gefertigt.
Im Folgenden eine Datenübersicht des Geläutes:
| Nr. | Gussdatum | Gießer                                 | Material      | Durchmesser | Masse   | Schlagton |
| --- | --------- | -------------------------------------- | ------------- | ----------- | ------- | --------- |
| 1   | 1958      | Glockengießerei Schilling & Lattermann | Eisenhartguss | 1560 mm     | 1550 kg | e′        |
| 2   | 1909      | Glockengießerei C. A. Bierling         | Bronze        | 960 mm      | 535 kg  | gis′      |
| 3   | 1958      | Glockengießerei Schilling & Lattermann | Eisenhartguss | 1000 mm     | 430 kg  | h′        |